# Agia Napa

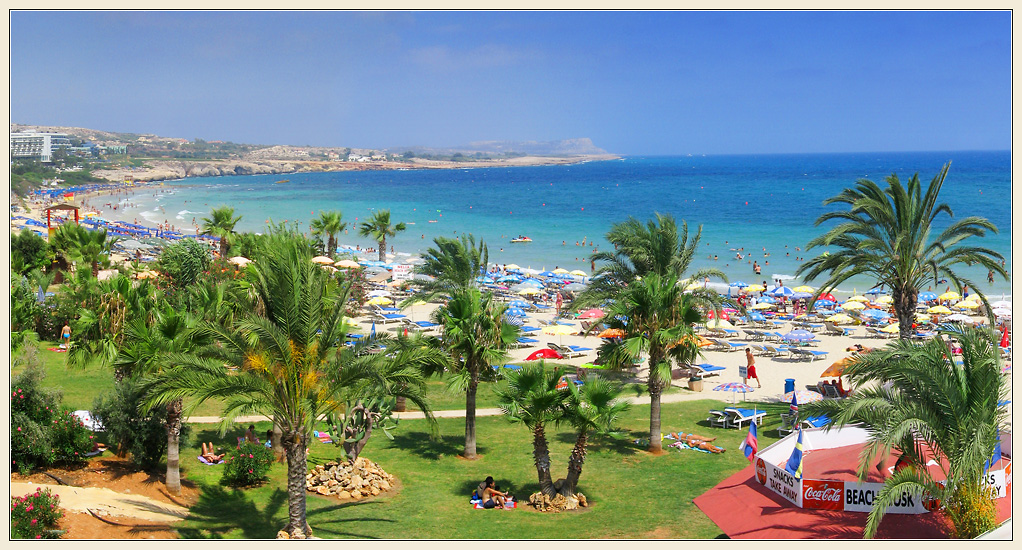
Panorama de Agia Napa

Agia Napa (em grego:  Αγία Νάπα; em turco:  Aya Napa) é um resort no extremo oriental da costa sul do Chipre. Geograficamente, Agia Napa fica perto do Cabo Greco, ao sul de Famagusta e faz parte de uma área maior conhecido como Kokkinochoria ("Aldeias vermelhas", um nome derivado da cor vermelha do seu solo). É uma cidade do Distrito de Famagusta, na parte sul restante da zona ocupada pelas forças turcas em 1974. Em 2001 tinha uma população de 2693 habitantes.

## Etimologia
O nome Ayia Napa é derivado de um Mosteiro da era Venetian Cyprus de mesmo nome, localizado no centro da cidade, perto da praça que hoje é o clubbing centro. A palavra Ayia significa "sagrado" em grego. Napa é arcaico e significa "vale arborizado". Nos tempos antigos, a área ao redor da cidade era coberta por densa floresta.

## Geografia

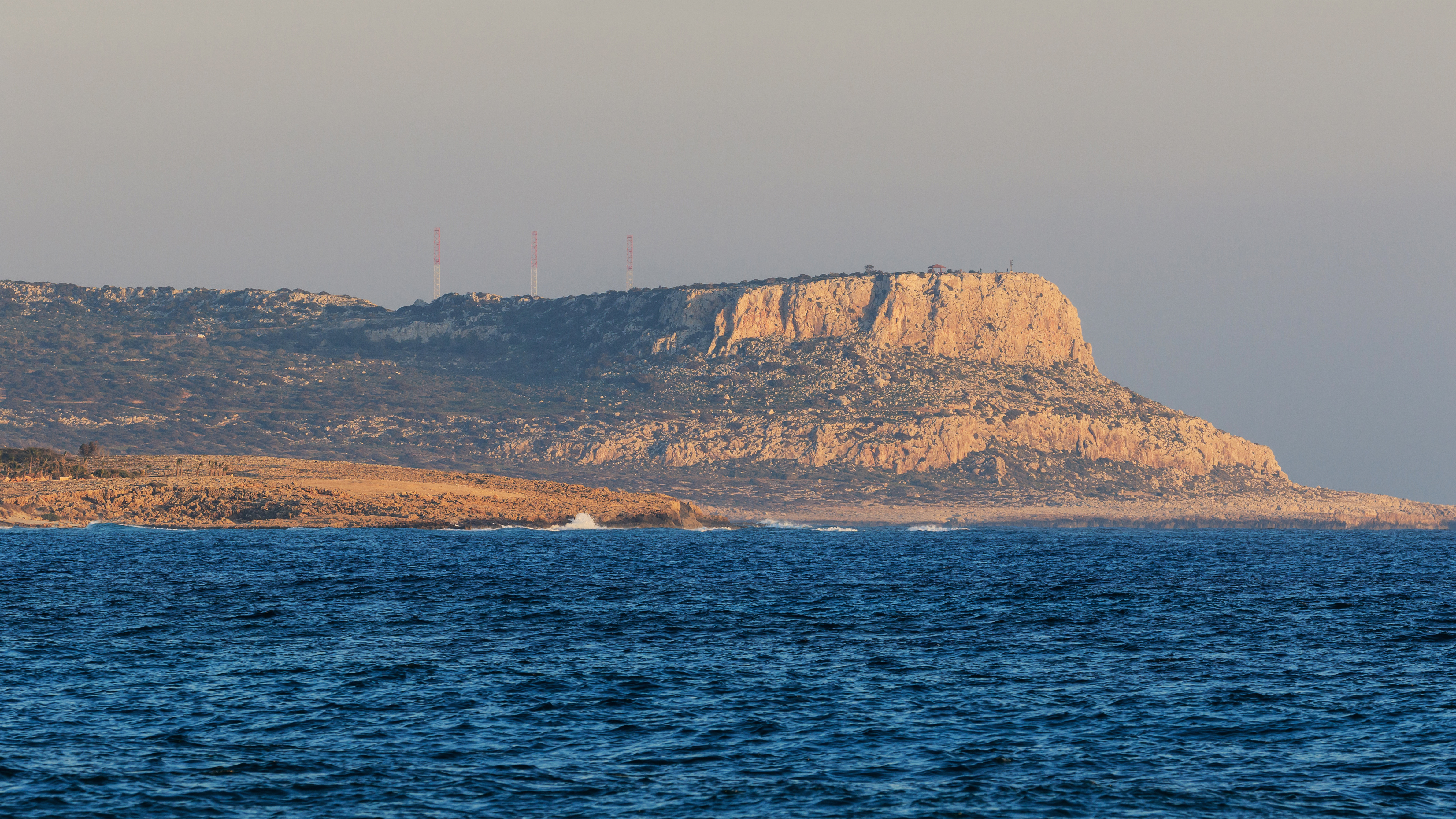
Cape Greco

Ayia Napa fica perto de Cabo Greco na parte oriental de Chipre, ao sul de Famagusta, e faz parte de uma área maior conhecida como Kokkinochoria ("Aldeias Vermelhas", um nome derivado do cor vermelha viva do solo). É uma cidade do Distrito de Famagusta, na parte sul do distrito controlada pelos gregos, enquanto a parte norte tem sido ocupada por forças turcas desde 1974. Ayia Napa está a cerca de 12
 quilômetros (7,5 milhas) de Protaras, que também se desenvolveu como um destino turístico.

## História
De acordo com uma lenda local, um caçador em busca de sua presa descobriu um ícone da Virgem Maria em uma caverna, após o que um mosteiro dedicado a ela foi construído ao redor da caverna; o nome Virgem Maria de Napa acabou sendo encurtado para Ayia Napa. Outra lenda diz que uma nobre veneziana fugiu de seus pais, que a proibiram de se casar com um plebeu, para viver lá como freira. Os venezianos construíram uma igreja em c. 1500. De acordo com a tradição local, a área (exceto o mosteiro) era desabitada até cerca de 1790, quando Nikolaos Kemitzis de Thessaloniki chegou da Grécia e se estabeleceu na aldeia de Panayia, localizada na parte nordeste de Ayia Napa. Kemitzis entrou em conflito com as autoridades otomanas que então governavam Chipre e decidiu se mudar para perto do mosteiro de Ayia Napa.
Entre 1999 e 2003, Aiya Napa foi o destino musical das férias de verão do UK garage, atraindo DJ Spoony, MC Creed, MC DT, Norris "Da Boss" Windross, Kele Le Roc, MC CKP, Little Charlie e So Solid Crew.
Em 2014, Ayia Napa recebeu o status de principal centro urbano do Governo de Chipre, ao coletar sua importância para a economia.  Isso foi creditado aos esforços do prefeito Yiannis Karousos, eleito em março de 2013.

## Governo
A cidade de Ayia Napa é governada por um prefeito, um vereador e um conselho municipal de seis membros; Christos Zannetou foi eleito prefeito em janeiro de 2020.

### Praias públicas
Até ao final de 2014, as praias do Chipre estavam sob a gestão de particulares e empresas que obtiveram licenças para gerir as praias diretamente e sem concursos públicos. O prefeito Yiannis Karousos liderou uma iniciativa para colocar todas as praias da cidade sob gestão direta da cidade.  Ele e os vereadores que votaram a favor da proposta enfrentaram ameaças e ações judiciais, e todas as praias de Chipre agora são administradas pelas autoridades locais.

### Orçamento participativo
Em outubro de 2017 a cidade decidiu que €240.000 de seu orçamento de desenvolvimento serão alocados a projetos propostos e escolhidos por cidadãos e organizações de Ayia Napa, tornando-se a primeira cidade do Chipre a implementar um orçamento participativo.

### Webcast ao vivo
Em janeiro de 2017, Ayia Napa se tornou o primeiro conselho municipal em Chipre a transmitir um webcast ao vivo de suas reuniões do conselho.

### Pesquisa anual
A partir de 2017, a cidade instituiu uma pesquisa anual com cidadãos, empresas e visitantes avaliando a cidade e dando feedback.

### Aplicativo de melhoria da cidade
Por meio de um aplicativo online, cidadãos e visitantes podem relatar problemas e fazer reclamações e acompanhar quanto tempo a cidade leva para resolver o problema.

### Blockchain e cidade inteligente
Em 2 de maio de 2018, a cidade assinou um acordo com a Universidade de Nicósia segundo o qual a universidade atuará como consultora da cidade na implementação da tecnologia blockchain, inteligência artificial e utilidades cidade inteligente, sendo a primeira cidade a implementar a tecnologia blockchain.

## Turismo

### Visão geral

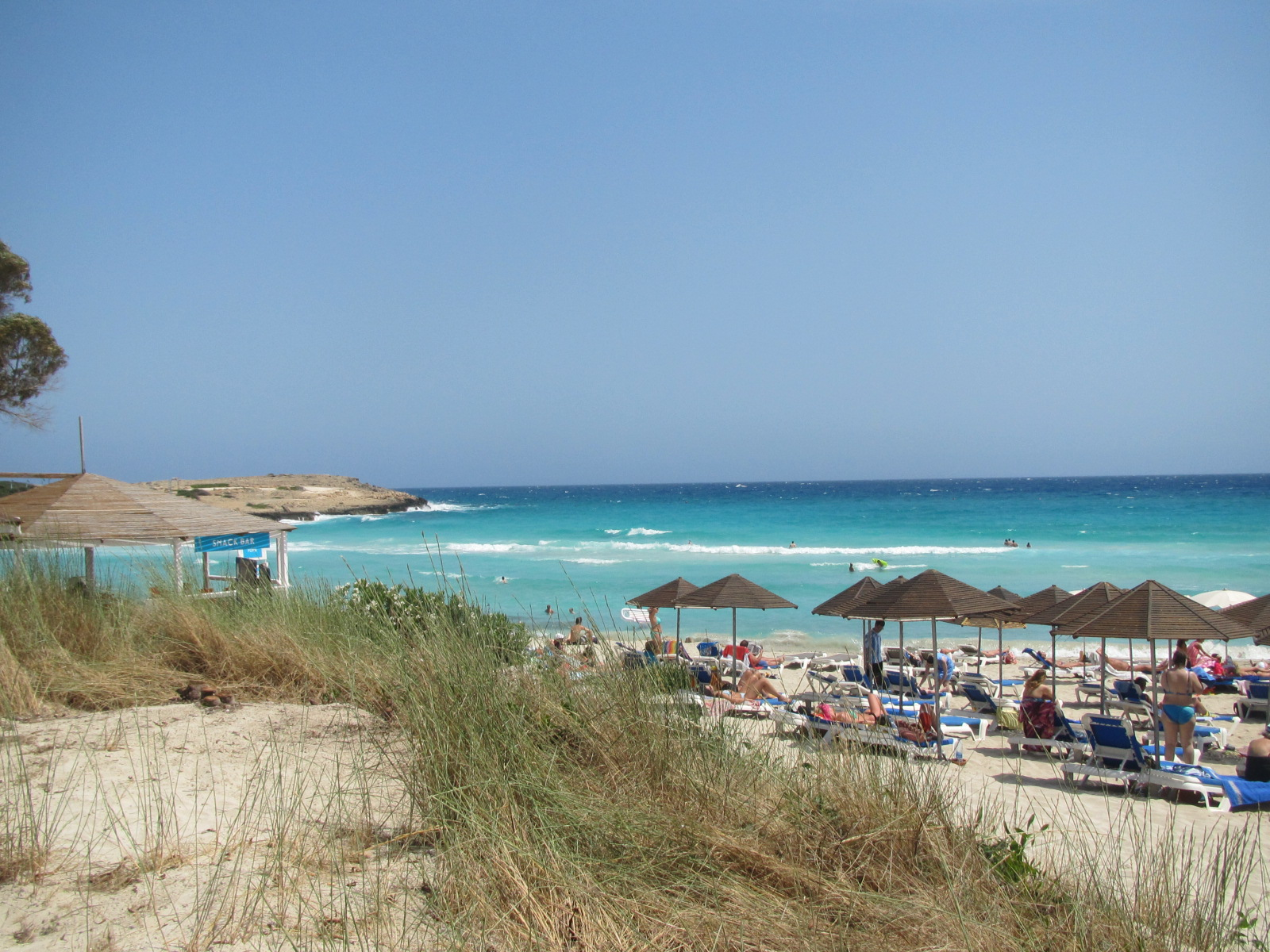
Nissi Beach

Ayia Napa é o maior resort turístico do Chipre, com capacidade para 27.000 pessoas e mais de 175 hotéis e apartamentos de todos os tamanhos. Em 2017, o resort recebeu mais de 700.000 turistas e acomodou 5 milhões de pernoites, representando aproximadamente 30% de todas as pernoites em Chipre.
A partir da década de 2010, sob o prefeito Yiannis Karousos, a cidade procurou expandir a oferta turística e afirmou como objetivo desencorajar grupos ruidosos de jovens turistas e tornar-se "o melhor e mais cosmopolita centro de turismo do Mediterrâneo " até 2030. Desde 2013, fechou estabelecimentos problemáticos, melhorou a infraestrutura, hotéis e restaurantes e acrescentou facilidades como uma nova marina e o museu subaquático.
A visão definida pela cidade é apoiada pela Estratégia de Turismo do Chipre, que foi concluída em março de 2017 e visa que Ayia Napa seja "considerada como um dos três principais destinos de férias de praia e boates na Europa[...] melhor experiência de praia e marinha em Chipre para jovens adultos, complementada por clubes de praia e vida noturna de classe mundial." A estratégia avaliou a qualidade de Ayia Napa na época como 3,4/5 e propôs que planejasse aumentar sua qualidade para 4,4/5.
Ayia Napa foi reconhecida como Prime City Destination pela Oxford Business Assembly, e em 2018 recebeu a bandeira internacional para atração de investimentos e inovação 'Bandeira da Europa' e o Certificado Internacional de Excelência em Investimento e Inovação (ICEII).

### Praias
O resort tem 27 praias, das quais 14 receberam a Bandeira azul, mais do que qualquer outro resort em Chipre; a própria ilha também tem o segundo maior número de Bandeiras Azuis do mundo, atrás apenas da Croácia. Em 2011, Nissi Beach liderou a lista do TripAdvisor das melhores praias da Europa. Em 2017, a praia de Makronissos foi escolhida pela Travel Weekly como a terceira melhor praia de Chipre e da Grécia. Em 2018, a praia de Nissi foi anunciada como a 3ª na lista de praias mais populares do Instagram. Um recurso da CNN classificou Nissi Beach como a melhor praia para visitar no mês de julho de 2018.

### Marina
A pedra fundamental da Marina de Ayia Napa foi lançada em 30 de setembro de 2016. Foi o maior projeto privado em Chipre na época e deve custar € 250 milhões e ser concluído em 2021. O principal investidor é o bilionário egípcio Naguib Sawiris, que foi presenteado com uma chave de ouro para a cidade pelo prefeito Yiannis Karousos na cerimônia de fundação.

## Espaços e eventos culturais

### Espaços
O mosteiro medieval de Ayia Napa é o principal ponto de interesse histórico significativo na área de Ayia Napa. As partes mais antigas do mosteiro existente são algumas seções de parede da era bizantina média (antes de 1191); a maioria dos edifícios são dos séculos 14 a 18. Agora abriga um museu.
Os túmulos de Makronissos são um sítio arqueológico que consiste em um conjunto de antigos túmulos escavados na rocha, um santuário e pedreira adjacentes e evidências de piras funerárias.
A cidade contém dois museus marinhos municipais: o Museu da Vida Marinha Tornaritis-Pierides e o Museu Municipal Thalassa Agia Napa (também conhecido como Thalassa Sea Museum). A primeira, fundada em 1992, exibe fósseis marinhos, espécimes e dioramas. [55] Este último, fundado em 2005, exibe a "herança marinha de Chipre, desde a pré-história até o presente" e apresenta uma réplica em escala real de um c. Navio mercante de 300 aC. C. que foi resgatado durante a década de 1960.

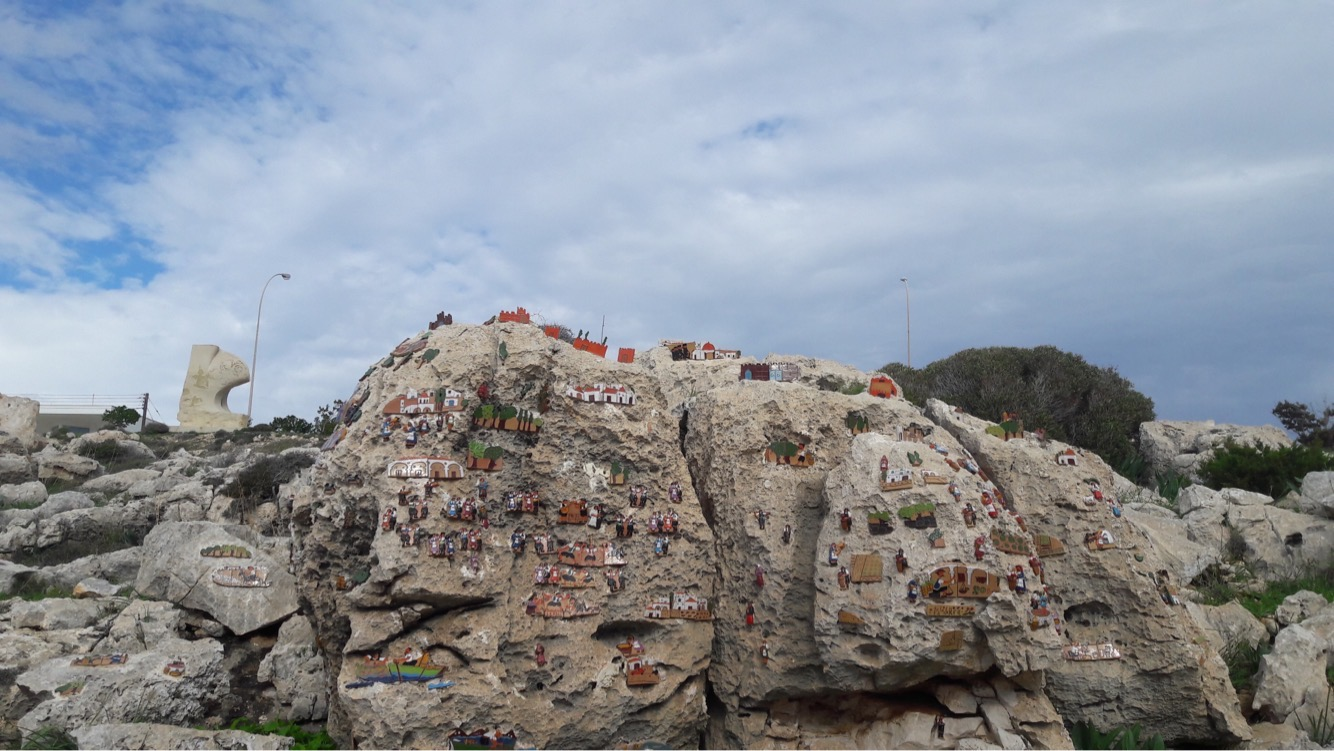
Escultura de Christos Askotis e Loizos Sergiou, Ayia Napa Sculpture Park
O Ayia Napa Sculpture Park, na zona leste da cidade, foi inaugurado em maio de 2014 com 17 esculturas. Em janeiro de 2018, incluía mais de 200 esculturas de 140 escultores de todo o mundo. O parque de esculturas foi aceito como membro da International Sculpture Symposium Alliance, e se tornou uma atração internacional, com a participação de artistas de todo o mundo. [62]
O Museu de Esculturas Subaquáticas de Ayia Napa, com 93 obras do escultor britânico Jason deCaires Taylor na praia de Pernera, foi inaugurado em 2021. As esculturas ficam a uma profundidade de 8 a 10 metros (26 a 33 pés), acessíveis tanto para mergulhadores quanto para mergulhadores. É o primeiro de seu tipo no Mediterrâneo. (link abaixo)

### Monumentos
O Ayia Napa Fisherman, inaugurado em junho de 2015, é dedicado aos pescadores do mundo. A população de Ayia Napa já consistiu principalmente de pescadores e agricultores.
A Sereia de Ayia Napa, uma escultura no porto inaugurada em 2015, foi inspirada na poesia de George Seferis e da lendária irmã de Alexandre, o Grande. Ela tem duas caudas.
The Farmer of Ayia Napa, abriu em julho de 2016 em uma praça criada na Yiannaki Pappoulis Street como parte de iniciativas para melhorar o centro da cidade.
Kemitzides, a Família de Ayia Napa, um grupo de três estátuas doadas à cidade por cinco famílias locais e inauguradas em setembro de 2016: um homem vestido com traje grego, uma cipriota clássica e uma criança, comemorando a família fundadora da cidade e simbolizando sua continuação.
De Yorgopotamos a El Alamein, dedicado aos cidadãos de Ayia Napa que participaram da Primeira e Segunda Guerra Mundial e inaugurado em outubro de 2016 na presença do Ministro da Defesa.

### Festivais
O Festival Internacional de Ayia Napa, realizado pela primeira vez em setembro de 1985, é realizado anualmente na Praça Sepheris no Mosteiro de Ayia Napa, geralmente no último fim de semana de setembro. As festividades refletem as tradições históricas, culturais e agrícolas de Ayia Napa e Chipre como um todo. O programa inclui apresentações de teatro, óperas, concertos e danças folclóricas cipriotas e estrangeiras. Os visitantes também podem desfrutar de exposições de arte e fotografia, oficinas de escultura em madeira e ourivesaria e shows culinários com produção de queijo halloumi.
O Ayia Napa Youth Festival foi criado em 2010 quando o Conselho da Juventude de Ayia Napa aceitou a proposta de seu presidente Yiannis Karousos e decidiu organizar um festival à semelhança dos grandes festivais de música da Europa. O festival é baseado em vários princípios, como entrada gratuita, headliners a serem escolhidos pelo público, objetivo de caridade e mensagem de responsabilidade social. Todos os estilos musicais são bem-vindos. O primeiro festival aconteceu na praça do porto e recebeu mais de 10.000 visitantes em três dias; as bandas incluíam a banda grega de reggae Locomondo, a banda pop-rock MPLE e a banda de hip hop Stavento apresentando Ivi Adamou. Em 2011, o festival tornou-se internacional e incluiu Stratovarius, Sabaton, Rotting Christ, Nightstalker e outras bandas de todo o mundo Europa. O 3º Festival da Juventude de Ayia Napa ocorreu em 2012.

### Recorde mundial da dança grega
Em 16 de setembro de 2007, seguindo a proposta de Yiannis Karousos, então presidente do Comitê de Turismo de Ayia Napa, a mais longa cadeia de dançarinos syrtaki do mundo dançou em passo sincronizado para "Zorba the Greek" em um tentativa bem-sucedida de entrar no Guinness Book of World Records. A rede tinha um total de 268 membros de oito grupos de dança. O prefeito de Ayia Napa, Antonis Tsokkos, disse que o objetivo do evento era enviar a mensagem de que a área estava interessada na cultura grega e promover o resort turístico no exterior. O evento chamou a atenção de turistas e moradores locais, muitos dos quais dançaram na praia e no mar.

## Pontos de interesse

### Parques de diversões

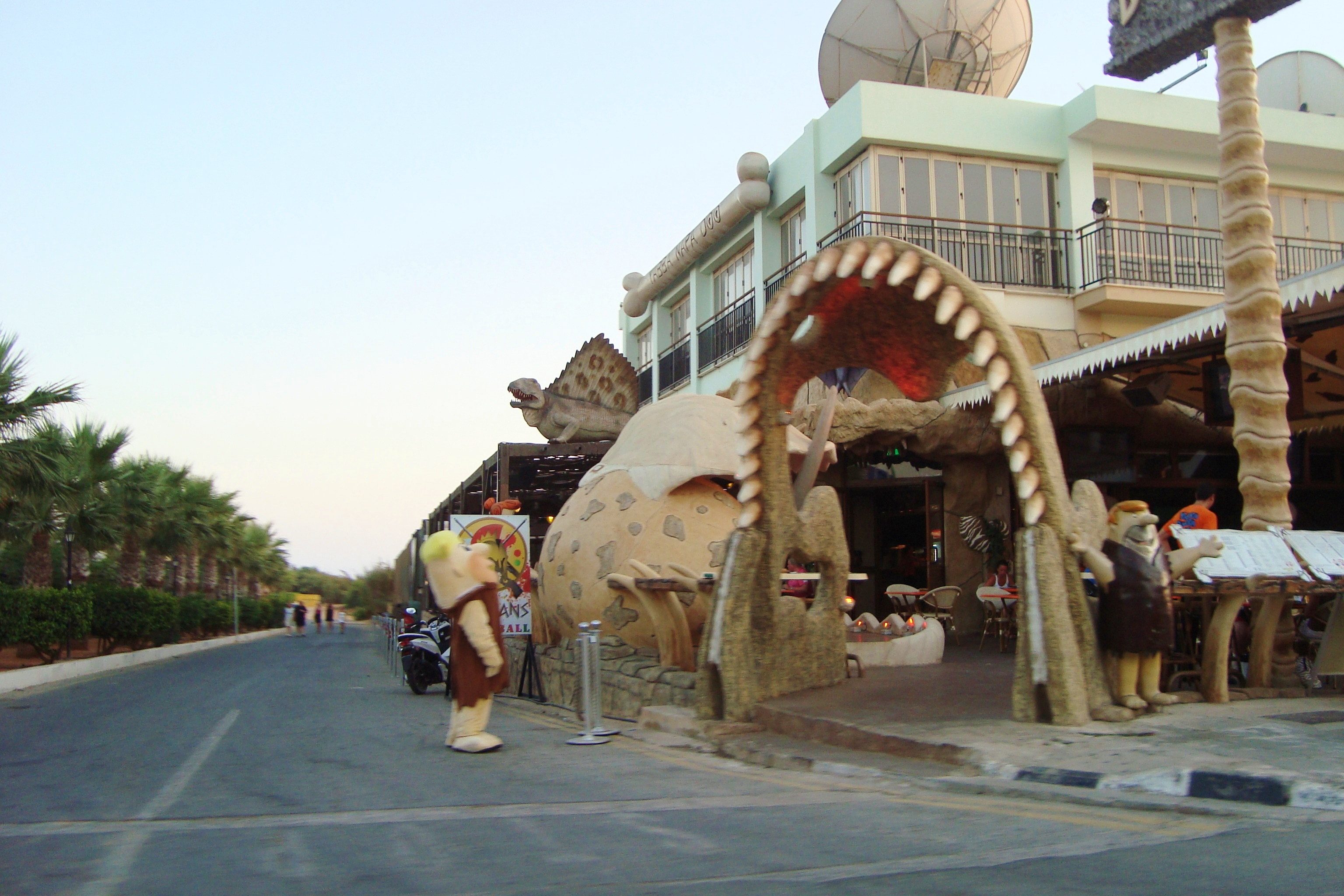
Cafeteria temática dos Flintstones em Ayia Napa

A cidade tem um parque de diversões chamado Parko Paliatso e um parque aquático chamado WaterWorld, que tem como tema a Grécia Antiga, inaugurado em 7 de abril de 1996.

### Recife artificial
O principal ponto de interesse dentro do recife artificial é o navio Kyrenia, que foi doado pelo Ministério da Defesa à cidade de Ayia Napa. Outras esculturas subaquáticas também são encontradas no recife. Foi inaugurado em fevereiro de 2015. [81] [82]

### Parque de cactos
Localizado ao lado do parque de Esculturas, o parque de cactos foi criado com trabalho voluntário e inclui mais de 10.000 cactos e plantas do deserto.

### Centro Ambiental e Educacional Cape Greco
O centro oferece informação e educação em parceria com o Parque Nacional do Cabo Greco, uma área protegida da Natura 2000. Foi inaugurado em maio de 2017.

### Rotatória dos barcos de pesca
Para criar sentimentos positivos ao entrar na cidade, velhos barcos de pesca foram colocados na primeira rotatória principal de Ayia Napa.

## Relações Internacionais
Ayia Napa é geminada com:
- Mellieħa
- Byblos
- Ivanovo
- Minsk
- Ioannina
- Rethymno
- Serres
- Gelendzhik
- Metallostroy